# اچ‌ام‌اس گیسر (۱۸۴۱)
اچ‌ام‌اس گیسر (۱۸۴۱) (به انگلیسی: HMS Geyser (1841)) یک کشتی بود که طول آن ۱۸۰ فوت (۵۵ متر) بود. این کشتی در سال ۱۸۴۱ ساخته شد.